# Premio Universidad Nacional (UNAM)
El Premio Universidad Nacional es el premio otorgado por la Universidad Nacional Autónoma de México tanto a profesores como investigadores que se han distinguido por una obra excepcional en ambos campos del trabajo académico. La legislación de la UNAM establece que son merecedores de este premio aquellos miembros de su personal académico que posean una obra amplia y sobresaliente, que hayan logrado la exploración exhaustiva de un objeto de estudio o que hayan desarrollado innovaciones singulares y trascendentes. La formación de recursos humanos y la labor docente altamente significativa en las diversas ciencias también son tomadas en cuenta. Es el premio más alto que ofrece esta casa de estudios.

## Áreas
El Premio Universidad Nacional, se entrega en las áreas de: 
1. Investigación en ciencias exactas;
2. Docencia en ciencias exactas;
3. Investigación en ciencias naturales;
4. Docencia en ciencias naturales;
5. Investigación en ciencias sociales;
6. Docencia en ciencias sociales;
7. Investigación en ciencias económico-administrativas;
8. Docencia en ciencias económico-administrativas;
9. Investigación en humanidades;
10. Docencia en humanidades;
11. Docencia en educación media superior (ciencias exactas y naturales);
12. Docencia en educación media superior (humanidades, ciencias sociales y económico-administrativas);
13. Innovación Tecnológica y Diseño Industrial;
14. Arquitectura y Diseño;
15. Aportación artística y extensión de la cultura.